# Uj (přítok Tobolu)
Uj (rusky Уй) je řeka v Čeljabinské oblasti s horním tokem v Baškirské republice v Rusku. Částečně také protéká po hranici Ruska (Čeljabinská a Kurganská oblast) s Kazachstánem (Kostanajská oblast). Je levým přítokem Tobolu (povodí Obu). Je 462 km dlouhá. Povodí má rozlohu 34 400 km².

## Průběh toku
Pramení na východních svazích Jižního Uralu. Teče po Západouralské planině a na dolním toku po Západosibiřské rovině. V povodí se nachází mnoho bezodtokých jezer.

## Vodní režim
Zdroj vody je převážně sněhový. Průměrný roční průtok vody ve vzdálenosti 213 km od ústí je 13 m³/s. Zamrzá v listopadu a rozmrzá v dubnu.
Průměrné měsíční průtoky řeky ve stanici Krutojarskij v letech 1967 až 1988:

## Využití
Voda se využívá na limanové zavlažování a zásobování vodou. Na řece byly vybudovány tři přehradní nádrže, z nichž největší je Troická přehrada o rozloze 10,8 km².